# Giro di Danimarca 2009
Il Giro di Danimarca 2009, diciannovesima edizione della corsa, si svolse dal 29 luglio al 2 agosto 2009 su un percorso di 830 km ripartiti in 6 tappe, con partenza da Hirtshals e arrivo a Frederiksberg. Fu vinto dal danese Jakob Fuglsang del Team Saxo Bank davanti all'italiano Maurizio Biondo e al britannico Roger Hammond.

## Tappe
| Tappa  | Data      | Percorso                                | km   | Vincitore di tappa | Leader cl. generale |
| ------ | --------- | --------------------------------------- | ---- | ------------------ | ------------------- |
| 1ª     | 29 luglio | Hirtshals > Rebild                      | 175  | Matti Breschel     | Matti Breschel      |
| 2ª     | 30 luglio | Aars > Aarhus                           | 190  | Nicki Sørensen     | Nicki Sørensen      |
| 3ª     | 31 luglio | Aarhus > Vejle                          | 185  | Jakob Fuglsang     | Jakob Fuglsang      |
| 4ª     | 1º agosto | Korsør > Køge                           | 115  | Jeremy Hunt        | Jakob Fuglsang      |
| 5ª     | 1º agosto | Roskilde > Roskilde (cron. individuale) | 15,5 | Maurizio Biondo    | Jakob Fuglsang      |
| 6ª     | 2 agosto  | Ringsted > Frederiksberg                | 150  | Sebastian Siedler  | Jakob Fuglsang      |
| Totale | Totale    | Totale                                  | 830  |                    |                     |

## Dettagli delle tappe

### 1ª tappa
- 29 luglio: Hirtshals > Rebild – 175 km

| Pos. | Corridore       | Squadra    | Tempo    |
| ---- | --------------- | ---------- | -------- |
| 1    | Matti Breschel  | Saxo Bank  | 4h13'10" |
| 2    | Simon Gerrans   | Cervélo    | s.t.     |
| 3    | Martin Pedersen | Capinordic | s.t.     |

| Pos. | Corridore      | Squadra   | Tempo    |
| ---- | -------------- | --------- | -------- |
| 1    | Matti Breschel | Saxo Bank | 4h13'00" |
| 2    | Simon Gerrans  | Cervélo   | a 4"     |
| 3    | Jeremy Hunt    | Cervélo   | s.t.     |

### 2ª tappa
- 30 luglio: Aars > Aarhus – 190 km

| Pos. | Corridore      | Squadra   | Tempo    |
| ---- | -------------- | --------- | -------- |
| 1    | Nicki Sørensen | Saxo Bank | 4h50'27" |
| 2    | Matti Breschel | Saxo Bank | a 20"    |
| 3    | Martin Reimer  | Cervélo   | s.t.     |

| Pos. | Corridore      | Squadra   | Tempo    |
| ---- | -------------- | --------- | -------- |
| 1    | Nicki Sørensen | Saxo Bank | 9h03'27" |
| 2    | Matti Breschel | Saxo Bank | a 5'-4"  |
| 3    | Simon Gerrans  | Cervélo   | a 22"    |

### 3ª tappa
- 31 luglio: Aarhus > Vejle – 185 km

| Pos. | Corridore       | Squadra           | Tempo    |
| ---- | --------------- | ----------------- | -------- |
| 1    | Jakob Fuglsang  | Saxo Bank         | 4h38'04" |
| 2    | Matti Breschel  | Saxo Bank         | a 26"    |
| 3    | Maurizio Biondo | Ceramica Flaminia | s.t.     |

| Pos. | Corridore      | Squadra   | Tempo     |
| ---- | -------------- | --------- | --------- |
| 1    | Jakob Fuglsang | Saxo Bank | 13h41'50" |
| 2    | Nicki Sørensen | Saxo Bank | a 7"      |
| 3    | Matti Breschel | Saxo Bank | a 12"     |

### 4ª tappa
- 1º agosto: Korsør > Køge – 115 km

| Pos. | Corridore         | Squadra        | Tempo    |
| ---- | ----------------- | -------------- | -------- |
| 1    | Jeremy Hunt       | Cervélo        | 2h15'56" |
| 2    | Daniel Holm Foder | Vesthimmerland | s.t.     |
| 3    | Roger Hammond     | Cervélo        | a 2"     |

| Pos. | Corridore       | Squadra           | Tempo     |
| ---- | --------------- | ----------------- | --------- |
| 1    | Jakob Fuglsang  | Saxo Bank         | 15h59'16" |
| 2    | Matti Breschel  | Saxo Bank         | a 12"     |
| 3    | Maurizio Biondo | Ceramica Flaminia | a 33"     |

### 5ª tappa
- 1º agosto: Roskilde > Roskilde (cron. individuale) – 15,5 km

| Pos. | Corridore           | Squadra           | Tempo  |
| ---- | ------------------- | ----------------- | ------ |
| 1    | Maurizio Biondo     | Ceramica Flaminia | 18'28" |
| 2    | Aleksejs Saramotins | Designa Køkken    | a 28"  |
| 3    | Alex Rasmussen      | Saxo Bank         | a 29"  |

| Pos. | Corridore       | Squadra           | Tempo     |
| ---- | --------------- | ----------------- | --------- |
| 1    | Jakob Fuglsang  | Saxo Bank         | 16h18'14" |
| 2    | Maurizio Biondo | Ceramica Flaminia | a 3"      |
| 3    | Roger Hammond   | Cervélo           | a 47"     |

### 6ª tappa
- 2 agosto: Ringsted > Frederiksberg – 150 km

| Pos. | Corridore         | Squadra     | Tempo    |
| ---- | ----------------- | ----------- | -------- |
| 1    | Sebastian Siedler | Vorarlberg  | 3h23'49" |
| 2    | Matti Breschel    | Saxo Bank   | s.t.     |
| 3    | Baden Cooke       | Vacansoleil | s.t.     |

| Pos. | Corridore       | Squadra           | Tempo     |
| ---- | --------------- | ----------------- | --------- |
| 1    | Jakob Fuglsang  | Saxo Bank         | 19h42'03" |
| 2    | Maurizio Biondo | Ceramica Flaminia | a 3"      |
| 3    | Roger Hammond   | Cervélo           | a 47"     |

## Classifiche finali

### Classifica generale
| Pos. | Corridore           | Squadra                         | Tempo     |
| ---- | ------------------- | ------------------------------- | --------- |
| 1    | Jakob Fuglsang      | Team Saxo Bank                  | 19h42'03" |
| 2    | Maurizio Biondo     | Ceramica Flaminia-Bossini Docce | a 3"      |
| 3    | Roger Hammond       | Cervélo TestTeam                | a 47"     |
| 4    | Rasmus Guldhammer   | Team Capinordic                 | a 48"     |
| 5    | Matti Breschel      | Team Saxo Bank                  | s.t.      |
| 6    | Allan Johansen      | Team Designa Køkken             | a 54"     |
| 7    | Ignatas Konovalovas | Cervélo TestTeam                | a 57"     |
| 8    | Lars Bak            | Team Saxo Bank                  | a 1'02"   |
| 9    | Martin Reimer       | Cervélo TestTeam                | a 1'05"   |
| 10   | Frederik Ericsson   | Team Capinordic                 | a 1'13"   |